# Valerianella soyeri
Valerianella soyeri är en kaprifolväxtart som beskrevs av J. D. Buchinger och Pierre Edmond Boissier. Valerianella soyeri ingår i släktet klynnen, och familjen kaprifolväxter. Inga underarter finns listade i Catalogue of Life.